# Litavski litas
Litavski litas (ISO 4217: LTL) bio je zakonsko sredstvo plaćanja u Litvi. Dijelio se na 100 centi. 

## Povijest
Prvi put je uveden 1922. godine. Prestao se koristiti dok je Litva bila republika SSSR-a. Nakon raspada SSSR-a i proglašenja neovisnosti, litas je ponovo uveden 25. lipnja 1993. godine kada je zamijenio privremene talone. Ime litas dolazi od naziva države (isto kao kod Latvije lats).
Od 1994. do 2002. litas je bio vezan uz američki dolar i to po tečaju 1$ = 4 litasa.
Dana 1. siječnja 2015. Litva je uvela euro po tečaju 1€ = 3,45280 litasa.
|  |  |